# Saint-Georges-Nigremont
Saint-Georges-Nigremont é uma comuna francesa na região administrativa da Nova Aquitânia, no departamento de Creuse. Estende-se por uma área de 18,59 km². Em 2010 a comuna tinha 137 habitantes (densidade: 7,4 hab./km²).